# Hard West
Hard West è un videogioco strategico a turni sviluppato da CreativeForge Games e pubblicato da Gambitious Digital Entertainment. È stato pubblicato in digitale il 18 novembre 2015 per Microsoft Windows, OS X e Linux. Una versione per Nintendo Switch è stata pubblicata il 7 marzo 2019.

## Ambientazione
Hard West si svolge in una versione fortemente romanzata dell'Old West americano seguendo gli standard del genere western ma con l'aggiunta di elementi soprannaturali, ispirandosi a XCOM: Enemy Unknown. I temi tipici del genere western, come le rapine in banca, il linciaggio e la ricerca del denaro sono comuni nel mondo di gioco, ma anche gli esseri metafisici come la Morte e il Diavolo influenzano direttamente la vita della popolazione locale. Creature come demoni, fantasmi e pistoleri non morti sono presenti nella visione dell'old West. 

## Modalità di gioco
Il gioco è diviso in due modalità strettamente separate, scontri tattici a turni e una mappa strategica di esplorazione attraverso cui il giocatore può viaggiare e visitare luoghi. I luoghi sulla mappa strategica sono presentati tramite semplici pannelli di testo accompagnati da illustrazioni statiche e consentono al giocatore di eseguire azioni selezionando le voci da un elenco. In questo modo i giocatori possono interagire con i personaggi, eseguire una varietà di azioni personalizzate, assumere nuovi personaggi nella squadra del giocatore o iniziare scambi o combattimenti. 
Il gameplay tattico di Hard West segue ampiamente gli standard stabiliti da XCOM: Enemy Unknown. Durante il combattimento ogni personaggio inizia ogni turno con due punti azione che possono essere spesi in una movimento o in un colpo, mentre sparando termina automaticamente il turno. Il gioco utilizza anche un sistema di coperture basato su due tipi di copertura che riducono la possibilità di essere colpiti e il danno ricevuto: copertura parziale e totale. Una grande differenza dalla maggior parte degli altri giochi tattici a turni è l'assenza di casualità nel gameplay principale di Hard West. Piuttosto che basarsi sulla generazione di numeri casuali per determinare la buona riuscita dei colpi, ai personaggi viene assegnato un attributo di fortuna. La fortuna viene ripristinata dopo essere stati colpiti. A distanza ravvicinata, ogni colpo colpisce certamente. 
Un aspetto controverso del gameplay di Hard West è il colpo reattivo che sostituisce la meccanica della guardia presente in X-COM. Avvicinarsi a un nemico fa in modo che quest'ultimo possa sparare prima ancora di vederlo. I personaggi del giocatore non sono protetti dai nemici da un colpo reattivo.